# میکائیل وارطانیان (سیاستمدار)
میکائیل ولادیمیری وارطانیان (ارمنی: Միքայել Վլադիմիրի Վարդանյան؛ زادهٔ ۱ سپتامبر ۱۹۵۰) یک  سیاستمدار اهل ارمنستان است که از تاریخ ۱۹۹۰ تا تاریخ ۱۹۹۵ سمت نمایندگی دوره اول شورای عالی جمهوری ارمنستان را برعهده داشت.

## زندگی‌نامه
در 	۱ سپتامبر ۱۹۵۰ ‏در ارمنستان به دنیا آمد و از انستیتو دام‌پروری و دام‌پزشکی ایروان فارغ‌التحصیل شد. 